# Guira
Guira (Guira guira) – gatunek ptaka z rodziny kukułkowatych (Cuculidae), podrodziny kleszczojadów; jedyny przedstawiciel rodzaju Guira. Występuje w Ameryce Południowej z wyjątkiem jej północnej części. Nie jest zagrożony wyginięciem.

## Taksonomia
Po raz pierwszy zgodnie z zasadami nazewnictwa binominalnego gatunek opisał Johann Friedrich Gmelin w 1788 w 13. wydaniu linneuszowskiego Systema Naturae. Holotyp pochodził z Brazylii. Autor nadał nowemu gatunkowi nazwę Cuculus Guira. Obecnie (2025) Międzynarodowy Komitet Ornitologiczny umieszcza guirę w monotypowym rodzaju Guira, opisanym w 1830 przez Lessona. Nie wyróżnia podgatunków, podobnie jak autorzy HBW. Zarówno nazwa naukowa, jak i zwyczajowa pochodzi od Guihrá, w języku guarani oznaczającego po prostu „ptaka”.

## Morfologia
Długość ciała wynosi 36–42 cm (z czego około 20 cm przypada na ogon); masa ciała – 128,6–168,2 g u samców, 103–168,6 g u samic. Upierzenie wydaje się rozczochrane. Pióra głowy ochrowe z ciemnymi stosinami. Obecny rdzawy czub. Górna część grzbietu brązowa, pokryta paskowanym wzorem tworzonym przez białe stosiny i jasnoszare krawędzie. Niższa część grzbietu biała, kuper płowy. Pokrywy skrzydłowe ciemnobrązowe z białymi krawędziami. Pozostałe partie skrzydła ciemnobrązowe, wewnętrzne chorągiewki piór rdzawe, zewnętrzne z jasnoszarymi krawędziami. Ogon czarniawy (środkowa para sterówek ciemnobrązowa), z żółtawą nasadą. Przez końcówki sterówek T2–T4 przebiega szeroki biały pas. Spód ciała ma barwę od ochrowej po białawą. Pierś i gardło pokrywają brązowe pasy. Obszar nagiej skóry z przodu głowy żółty po groszkowozielony. Tęczówka od żółtej po pomarańczową. Dziób pomarańczowy po żółty. Nogi niebieskoszare. W upierzeniu nie występuje dymorfizm płciowy.

## Zasięg występowania
Według szacunków BirdLife International zasięg występowania guiry pokrywa około 10,6 mln km². Obejmuje wschodnią i południową Brazylię od skrajnie południowej części stanu Amapá i Pará na południe po Boliwię, Paragwaj, północną i wschodnią Argentynę oraz Urugwaj. W XIX i XX wieku zasięg guiry poszerzył się ze względu na wycinkę lasów.

## Ekologia i zachowanie
Guiry unikają środowisk zalesionych. Środowiskiem ich życia są wtórne zarośla, pokryta suchymi drzewami i krzewami sawanna, pampa, pastwiska i nadbrzeżne wydmy. Występują od poziomu morza do ponad 1200 m n.p.m. Zamieszkują suchsze obszary niż kleszczojady gładkodziobe (Crotophaga ani), z którymi dzielą dużą część zasięgu. Żerują na ziemi. Odpoczywają na drzewach grupowo w nocy i podczas chłodnej pogody. Pożywieniem guir są owady (w tym prostoskrzydłe i termity), stanowiące główną zdobycz, pajęczaki, płazy bezogonowe, jaszczurki, węże, jaja i pisklęta małych ptaków.

### Lęgi

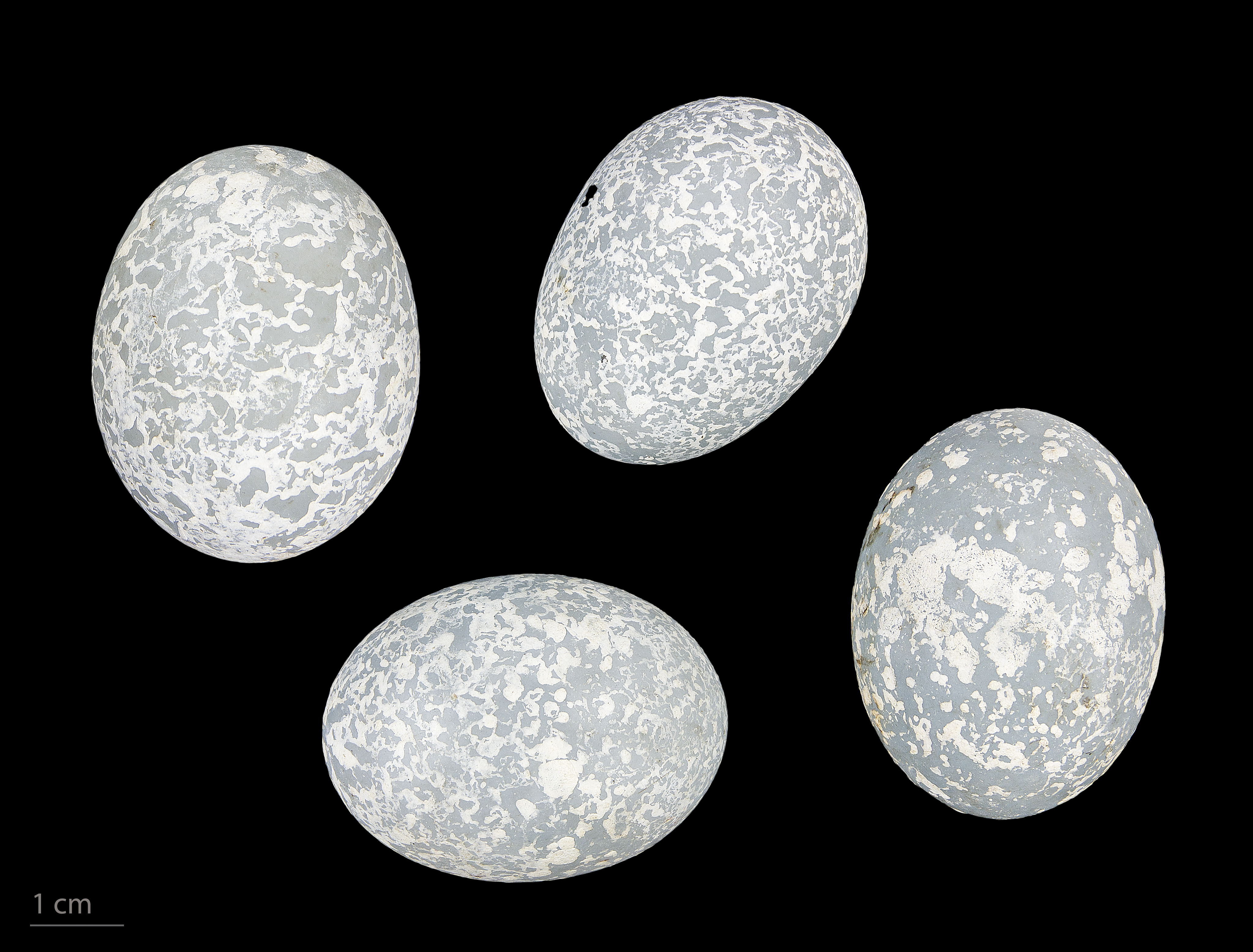
Jaja z kolekcji muzealnej

W tropikalnej części Brazylii guiry gniazdują w porze suchej od maja do sierpnia; w okolicy Brasílii – podczas deszczów od sierpnia do listopada, a według innego źródła również od grudnia do marca; w okolicy Rio de Janeiro – od sierpnia do listopada; w Rio Grande do Sul – od listopada do lutego. W Urugwaju okres lęgowy trwa od listopada do grudnia, w Argentynie – od października do lutego. W Paragwaju zniesienia stwierdzano od października do stycznia.
Gniazdo ma formę dużej otwartej platformy z gałęzi o wysokości 14–20 cm i średnicy 15–40 cm. Umieszczone jest wysoko na kolczastym drzewie lub kaktusie. Często guiry wykorzystują gniazda w następujących po sobie latach, naprawiają je i dodają zielone liście do wyściółki. Czasem przejmują stare gniazda przedrzeźniaczy Mimus i uzupełniają je. Zdarza im się składać jaja w gniazdach innych ptaków, między innymi karakar brązowych (Phalcoboenus chimango) i czajek miedzianych (Vanellus chilensis).
Zamiast pojedynczego zniesienia w jednym gnieździe znajdują się jaja od kilku samic; nieliczne pary gniazdują pojedynczo. Z jednego gniazda może korzystać do 13 osobników. Jaj może być od 4 do 30, przeważnie jest to od 8 do 10. Ich rozmiary znacznie różnią się w zależności od populacji. Mają skorupkę barwy od niebieskiej do zielonkawoniebieskiej, pokrytą kredowobiałymi plamami o zmiennych kształtach. Wysiadywanie trwa 12–15 dni. Niepokojone młode opuszczają gniazdo w wieku 5–6 dni. W spokojnych warunkach w pełni opierzają się po 12–15 dniach życia. W ciągu miesiąca osiągają właściwe dla dorosłych osobników rozmiary ciała. W razie wypadnięcia z gniazda wspinają się z powrotem, pomagają sobie skrzydłami, którymi przytrzymują pień. Potrafią wspiąć się nawet na araukarię.

## Status
IUCN uznaje guirę za gatunek najmniejszej troski nieprzerwanie od 1988 (stan w 2025). Liczebność światowej populacji nie została oszacowana, ale ptak ten opisywany jest jako pospolity. BirdLife International uznaje trend liczebności populacji za prawdopodobnie wzrostowy, gdyż postępująca degradacja środowiska powoduje powstanie nowych, dogodnych dla tego gatunku siedlisk.